# Taça de Portugal 1964-1965
La Taça de Portugal 1964-1965 fu la 25ª edizione della Coppa di Portogallo. La squadra vincitrice fu il Vitória Setúbal (primo titolo nazionale della sua storia) che riuscì a battere i campioni in carica e vice-campioni d'Europa del Benfica nella finale del 4 luglio 1965 presso lo Stadio nazionale di Jamor.

## Squadre partecipanti
In questa edizione erano presenti tutte le squadre di Primeira Divisão e di Segunda Divisão e i campioni delle Azzorre, di Madera, di Angola e di Guinea portoghese i quali andarono direttamente al terzo turno.

### Primeira Divisão

#### 14 squadre
| - Académica - Belenenses - Benfica - Braga - CUF Barreiro | - Leixões - Lusitano - Porto - Seixal - Sporting Lisbona | - Torreense - Varzim - Vitória Guimarães - Vitória Setúbal |

### Segunda Divisão

#### 28 squadre
| - Alhandra - Almada - Atlético CP - Barreirense - Beira-Mar - Boavista - Cova da Piedade | - Covilhã - Desportivo Beja - Espinho - Farense - Famalicão - Feirense - Leça | - Leões Santarém - Luso - Marinhense - Montijo - Olhanense - Oliveirense - Oriental Lisbona | - Peniche - Portimonense - Salgueiros - Sanjoanense - Sintrense - União de Lamas - Vila Real |

### Altre partecipanti
- União Madeira (campione di Madera)
- Micaelense (campione delle Azzorre)
- Sports Angola (campione di Angola)
- União Bissau (campione della Guinea portoghese)

## Primo turno
|                   | Risultato |                  | Andata | Ritorno | Spareggio |  |
| ----------------- | --------- | ---------------- | ------ | ------- | --------- |  |
| Vitória Guimarães | 6 - 3     | Leixões          | 5 - 1  | 1 - 2   |           |  |
| Espinho           | 4 - 4     | União de Lamas   | 3 - 2  | 1 - 2   | 1 - 0     |  |
| Covilhã           | 1 - 5     | Barreirense      | 1 - 1  | 0 - 4   |           |  |
| Braga             | 6 - 3     | Sintrense        | 5 - 1  | 1 - 2   |           |  |
| Seixal            | 1 - 2     | Olhanense        | 0 - 0  | 1 - 2   |           |  |
| Varzim            | 4 - 3     | Montijo          | 2 - 2  | 2 - 1   |           |  |
| Portimonense      | 10 - 1    | Torreense        | 3 - 1  | 7 - 0   |           |  |
| Salgueiros        | 4 - 3     | Luso             | 3 - 1  | 1 - 2   |           |  |
| Peniche           | 1 - 5     | Porto            | 1 - 1  | 0 - 4   |           |  |
| Oriental Lisbona  | 2 - 2     | Almada           | 1 - 1  | 1 - 1   | 1 - 0     |  |
| Oliveirense       | 2 - 2     | CUF Barreiro     | 1 - 0  | 1 - 2   | 2 - 4     |  |
| Marinhense        | 2 - 5     | Sporting Lisbona | 0 - 4  | 2 - 1   |           |  |
| Lusitano          | 7 - 1     | Vila Real        | 5 - 0  | 2 - 1   |           |  |
| Leões Santarém    | 0 - 3     | Sanjoanense      | 0 - 0  | 0 - 3   |           |  |
| Feirense          | 2 - 8     | Belenenses       | 1 - 4  | 1 - 4   |           |  |
| Famalicão         | 8 - 2     | Desportivo Beja  | 7 - 1  | 1 - 1   |           |  |
| Cova da Piedade   | 2 - 3     | Farense          | 2 - 1  | 0 - 2   |           |  |
| Boavista          | 4 - 3     | Leça             | 0 - 1  | 4 - 2   |           |  |
| Atlético CP       | 2 - 12    | Benfica          | 0 - 3  | 2 - 9   |           |  |
| Alhandra          | 0 - 9     | Vitória Setúbal  | 0 - 5  | 0 - 4   |           |  |
| Académica         | 10 - 0    | Beira-Mar        | 9 - 0  | 1 - 0   |           |  |

## Secondo turno
- Oriental Lisbona

|                   | Risultato |                  | Andata | Ritorno | Spareggio |  |
| ----------------- | --------- | ---------------- | ------ | ------- | --------- |  |
| Vitória Guimarães | 2 - 0     | Académica        | 1 - 0  | 1 - 0   |           |  |
| Espinho           | 0 - 9     | Sporting Lisbona | 0 - 1  | 0 - 8   |           |  |
| Braga             | 6 - 5     | Famalicão        | 4 - 2  | 2 - 3   |           |  |
| Portimonense      | 5 - 5     | Belenenses       | 2 - 4  | 3 - 1   | 1 - 3     |  |
| Farense           | 2 - 4     | Sanjoanense      | 2 - 1  | 0 - 3   |           |  |
| Salgueiros        | 1 - 1     | Varzim           | 1 - 0  | 0 - 1   | 1 - 0     |  |
| Lusitano          | 2 - 9     | Vitória Setúbal  | 2 - 3  | 0 - 6   |           |  |
| Barreirense       | 2 - 5     | CUF Barreiro     | 1 - 4  | 1 - 1   |           |  |
| Boavista          | 1 - 5     | Olhanense        | 1 - 2  | 0 - 3   |           |  |
| Benfica           | 5 - 2     | Porto            | 4 - 1  | 1 - 1   |           |  |

## Terzo turno
- Belenenses

|                   | Risultato |                  | Andata | Ritorno |  |
| ----------------- | --------- | ---------------- | ------ | ------- |  |
| Vitória Setúbal   | 11 - 3    | Sports Angola    | 5 - 2  | 6 - 1   |  |
| Vitória Guimarães | 1 - 2     | Salgueiros       | 1 - 1  | 0 - 1   |  |
| União Madeira     | 1 - 5     | Sanjoanense      | 1 - 2  | 0 - 3   |  |
| Oriental Lisbona  | 1 - 7     | Sporting Lisbona | 1 - 3  | 0 - 4   |  |
| Olhanense         | 7 - 2     | União Bissau     | 4 - 0  | 3 - 2   |  |
| Micaelense        | 1 - 3     | Braga            | 0 - 1  | 1 - 2   |  |
| CUF Barreiro      | 2 - 4     | Benfica          | 2 - 1  | 0 - 3   |  |

## Quarti di finale
|                  | Risultato |            | Andata | Ritorno | Spareggio |  |
| ---------------- | --------- | ---------- | ------ | ------- | --------- |  |
| Vitória Setúbal  | 9 - 1     | Salgueiros | 8 - 1  | 1 - 0   |           |  |
| Sporting Lisbona | 1 - 1     | Belenenses | 1 - 1  | 0 - 0   | 3 - 1     |  |
| Sanjoanense      | 3 - 7     | Braga      | 2 - 3  | 1 - 4   |           |  |
| Benfica          | 7 - 3     | Olhanense  | 4 - 1  | 3 - 2   |           |  |

## Semifinali
|                 | Risultato |                  | Andata | Ritorno | Spareggio |  |
| --------------- | --------- | ---------------- | ------ | ------- | --------- |  |
| Vitória Setúbal | 3 - 3     | Sporting Lisbona | 2 - 2  | 1 - 1   | 2 - 0     |  |
| Braga           | 1 - 13    | Benfica          | 1 - 4  | 0 - 9   |           |  |

## Finale
| Arbitro: | Francisco Guerra (Oporto) |

|           |           |                                     |
| Cavém 82’ | Marcatori | 8’ José Maria 57’ Graça 83’ Bonjour |

| Benfica | Vitória Setúbal |

### Formazioni
| Benfica       |   |                 |
|               |   |                 |
| POR           | 1 | Costa Pereira   |
| DIF           |   | Raúl Machado    |
| DIF           |   | Fernando Cruz   |
| DIF           |   | Germano         |
| CEN           |   | António Simões  |
| CEN           |   | Mário Coluna () |
| CEN           |   | Domiciano Cavém |
| ATT           |   | Eusébio         |
| ATT           |   | José Augusto    |
| ATT           |   | José Torres     |
| ATT           |   | Yaúca           |
| Sostituiti:   |   |                 |
| Allenatore:   |   |                 |
| Béla Guttmann |   |                 |

| Vitória Setúbal |   |                     |
|                 |   |                     |
| POR             | 1 | José Mourinho Félix |
| DIF             |   | Carlos Torpes ()    |
| DIF             |   | Herculano Oliveira  |
| DIF             |   | Joaquim Conceição   |
| DIF             |   | Carlos Cardoso      |
| CEN             |   | Jaime Graça         |
| CEN             |   | Augusto Martins     |
| CEN             |   | Armando Bonjour     |
| ATT             |   | José Maria          |
| ATT             |   | Carlos Manuel       |
| ATT             |   | Quim                |
| Sostituiti:     |   |                     |
| Allenatore:     |   |                     |
| Fernando Vaz    |   |                     |